# کلیسای جان تعمیددهنده مقدس
کلیسای جان تعمیددهنده مقدس (ارمنی: Սուրբ Հովհաննես Մկրտիչ Եկեղեցի) یک کلیسای جامع حواری ارمنی واقع در ایروان، ارمنستان می‌باشد. ساخت و ساز این ساختمان سال ۱۷۱۰ میلادی به پایان رسید.

## نگارخانه

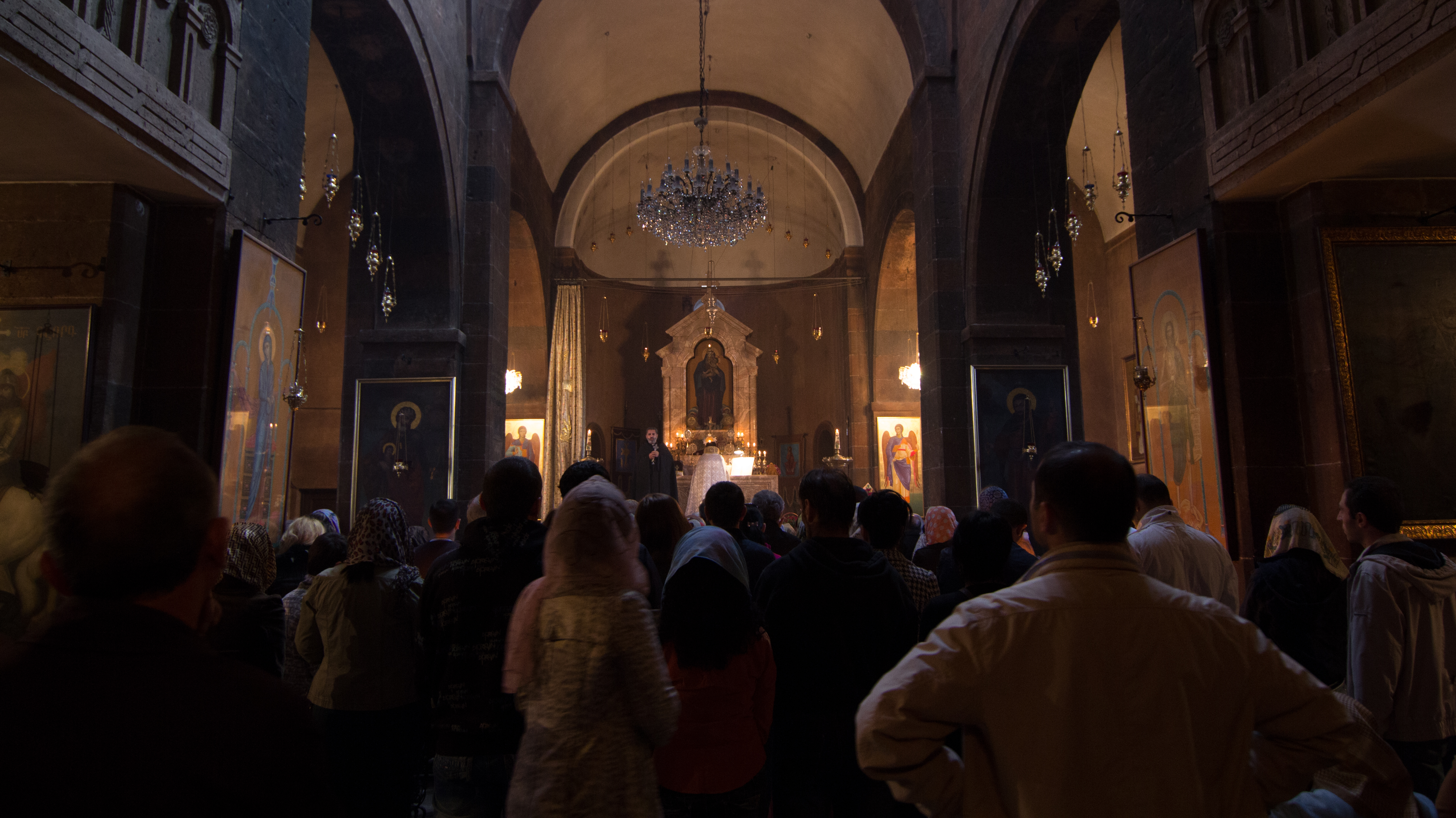
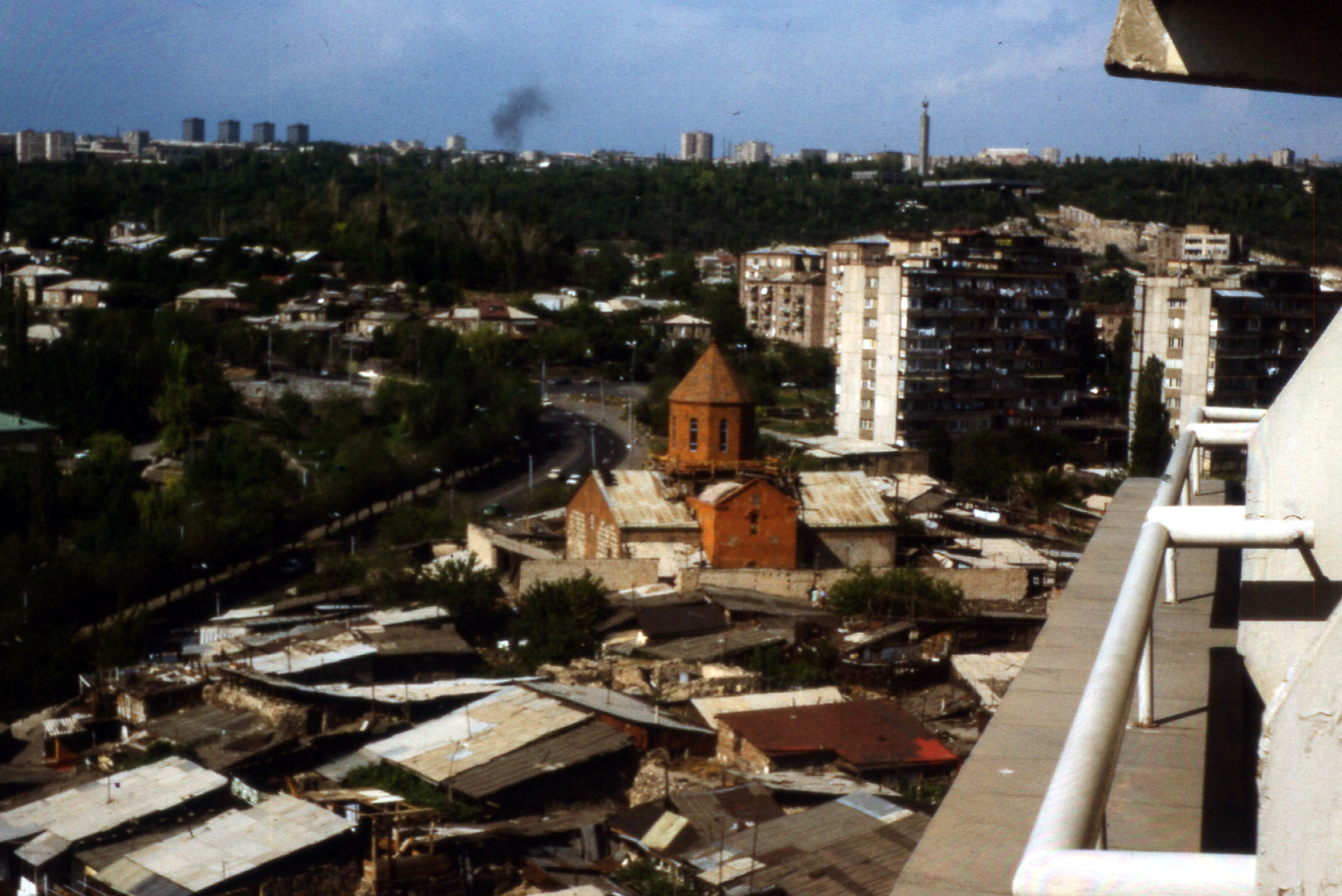
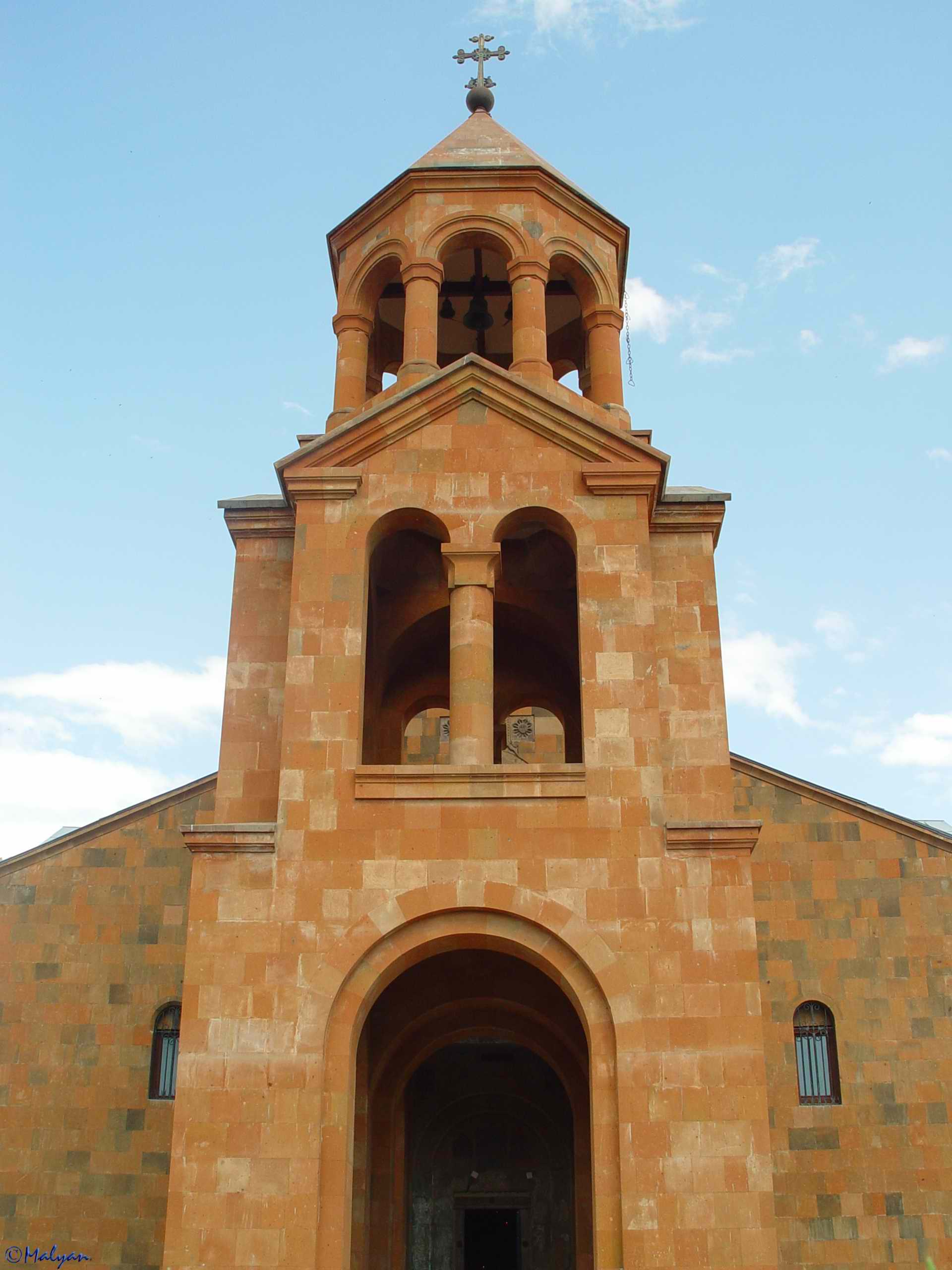
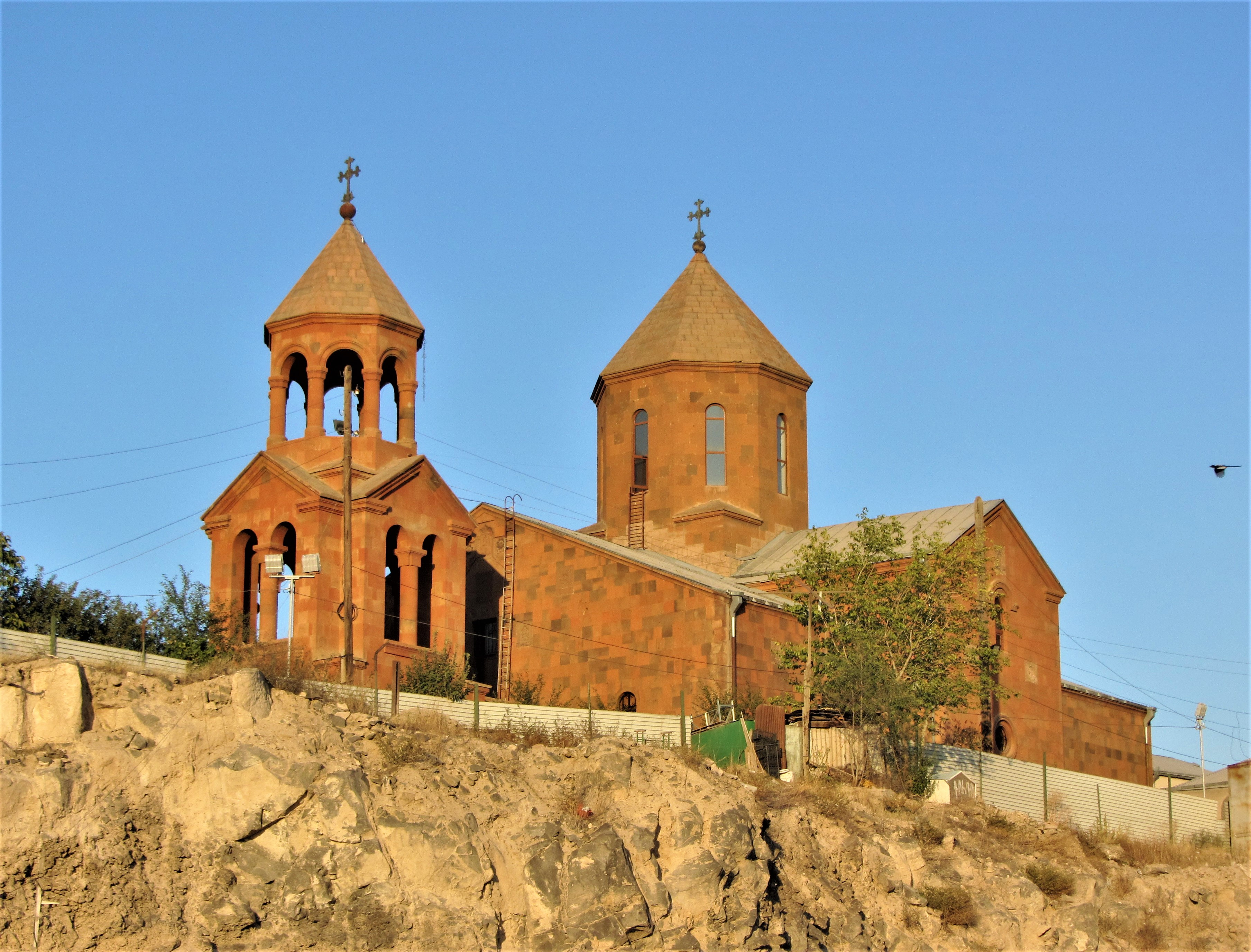